# Дан (Па де Кале)
Дан (фр. Dannes) је насеље и општина у североисточној Француској у региону Север-Па д Кале, у департману Па де Кале која припада префектури Булоњ сир Мер.
По подацима из 2011. године у општини је живело 1304 становника, а густина насељености је износила 127,47 становника/km². Општина се простире на површини од 10,23 km². Налази се на средњој надморској висини од 30 метара (максималној 160 m, а минималној 4 m).

## Демографија
| 1962. | 1968. | 1975. | 1982. | 1990. | 1999. | 2011. |
| ----- | ----- | ----- | ----- | ----- | ----- | ----- |
| 1.387 | 1.391 | 1.469 | 1.353 | 1.301 | 1.258 | 1.304 |

График промене броја становника у току последњих година